# Muscat International Airport
Muscat International Airport is de grootste luchthaven van Oman en de thuisbasis van de nationale luchtvaartmaatschappij Oman Air. Het ligt op 32 kilometer afstand van de hoofdstad Muscat.

## Geschiedenis
In 1929 werd de eerste luchthaven - Bait Al Falaj- van Oman geopend. Er was nauwelijks infrastructuur en de start- en landingsbaan was onverhard. Naast militair luchtverkeer werd de luchthaven ook gebruikt door oliemaatschappijen om personeel van en naar Oman te vervoeren. In de 60'er jaren begon Gulf Air activiteiten op de luchthaven te ontplooien.
Na de machtsovername door sultan Qaboes bin Said Al Said werden er snel bouwplannen gemaakt voor een nieuwe luchthaven. In 1970 begon de bouw en op 23 december 1973 werd de luchthaven officieel geopend onder de naam Seeb International Airport. De oude luchthaven Bait Al Falaj werd volledig gesloopt. Op 1 februari 2008 werd de nieuwe naam Muscat International Airport ingevoerd. Om extra passagiers en vracht te kunnen verwerken wordt een nieuwe start- en landingsbaan aangelegd, deze komt te liggen tussen de terminal en de kust. Deze baan krijgt een lengte van 4000 meter en wordt 60 meter breed. De totale investering van deze uitbreiding is geraamd op US$ 1,8 miljard.

## Vervoerscijfers
| Jaar | Totaal passagiers | Totaal vracht | Totaal vliegtuigbewegingen |
| ---- | ----------------- | ------------- | -------------------------- |
| 2000 | 2.721.000         | 70.000 ton    | 36.082                     |
| 2005 | 3.778.000         | 76.000 ton    | 40.192                     |
| 2010 | 5.752.000         | 96.000 ton    | 67.160                     |
| 2015 | 10.315.000        |               |                            |
| 2020 | 4.045.000         | 96.000 ton    | 34.686                     |